# Seznam zápasů slovenské a české hokejové reprezentace
Toto je seznam zápasů slovenské a české hokejové reprezentace na MS a Zimních olympijských hrách.

## Mistrovství světa v ledním hokeji
| Datum     | Číslo | Slovensko | Výsledek | Zápas         | MS   | Místo      | Branky Slovenska                                              |
| --------- | ----- | --------- | -------- | ------------- | ---- | ---------- | ------------------------------------------------------------- |
| 30.4.1997 | 1     | Slovensko | 1:3      | ZS            | 1997 | Helsinky   | Jozef Stümpel                                                 |
| 7.5.1998  | 2     | Slovensko | 0:1      | čtvrtfinále B | 1998 | Basilej    | nikdo                                                         |
| 9.5.1999  | 3     | Slovensko | 2:8      | čtvrtfinále B | 1999 | Oslo       | Richard Kapuš • Žigmund Pálffy                                |
| 8.5.2000  | 4     | Slovensko | 2:6      | OS            | 2000 | Petrohrad  | Ľubomír Sekeráš • Miroslav Šatan                              |
| 14.5.2000 | 5     | Slovensko | 3:5      | finále        | 2000 | Petrohrad  | Martin Štrbák • Miroslav Hlinka • Miroslav Šatan              |
| 10.5.2001 | 6     | Slovensko | 0:2      | čtvrtfinále   | 2001 | Hannover   | nikdo                                                         |
| 5.5.2003  | 7     | Slovensko | 3:3      | OS            | 2003 | Helsinky   | Ľubomír Višňovský • Pavol Demitra • Ladislav Nagy             |
| 10.5.2003 | 8     | Slovensko | 4:2      | 3. místo      | 2003 | Helsinky   | Miroslav Šatan • Jozef Stümpel • Peter Bondra • Pavol Demitra |
| 7.5.2005  | 9     | Slovensko | 1:5      | OS            | 2005 | Vídeň      | Martin Štrbák                                                 |
| 5.5.2007  | 10    | Slovensko | 3:2      | OS            | 2007 | Mytišči    | Pavol Demitra • Richard Kapuš • Marián Gáborík                |
| 2.5.2009  | 11    | Slovensko | 0:8      | OS            | 2009 | Kloten     | nikdo                                                         |
| 6.5.2011  | 12    | Slovensko | 2:3      | OS            | 2011 | Bratislava | Ladislav Nagy • Tomáš Surový                                  |
| 19.5.2012 | 13    | Slovensko | 3:1      | semifinále    | 2012 | Helsinky   | 2x Miroslav Šatan • Libor Hudáček                             |
| 9.5.2014  | 14    | Slovensko | 2:3 PP   | ZS            | 2014 | Minsk      | Michel Miklík • Marek Viedenský                               |
| 5.5.2018  | 15    | Slovensko | 2:3 PP   | ZS            | 2018 | Kodaň      | Michal Krištof • Andrej Sekera                                |
| 1.6.2021  | 16    | Slovensko | 3:7      | ZS            | 2021 | Riga       | Matúš Sukeľ • Martin Bučko • Kristián Pospíšil                |

## Zimní olympijské hry
| Datum     | Číslo | Slovensko | Výsledek | Zápas       | ZOH  | Místo     | Branky Slovenska               |
| --------- | ----- | --------- | -------- | ----------- | ---- | --------- | ------------------------------ |
| 26.2.1994 | 1     | Slovensko | 1:7      | o 5. místo  | 1994 | Gjøvik    | Miroslav Šatan                 |
| 22.2.2006 | 2     | Slovensko | 1:3      | čtvrtfinále | 2006 | Turín     | Marián Gáborík                 |
| 18.2.2010 | 3     | Slovensko | 1:3      | ZS          | 2010 | Vancouver | Marián Gáborík                 |
| 18.2.2014 | 4     | Slovensko | 3:5      | osmifinále  | 2014 | Soči      | 2x Marián Hossa • Tomáš Surový |